# Liste von Burgen, Schlössern und Festungen im Département Oise
Die Liste von Burgen, Schlössern und Festungen im Département Oise listet bestehende und abgegangene Anlagen im Département Oise auf. Das Département zählt zur Region Hauts-de-France in Frankreich.

Wappen des Départements Oise (60)
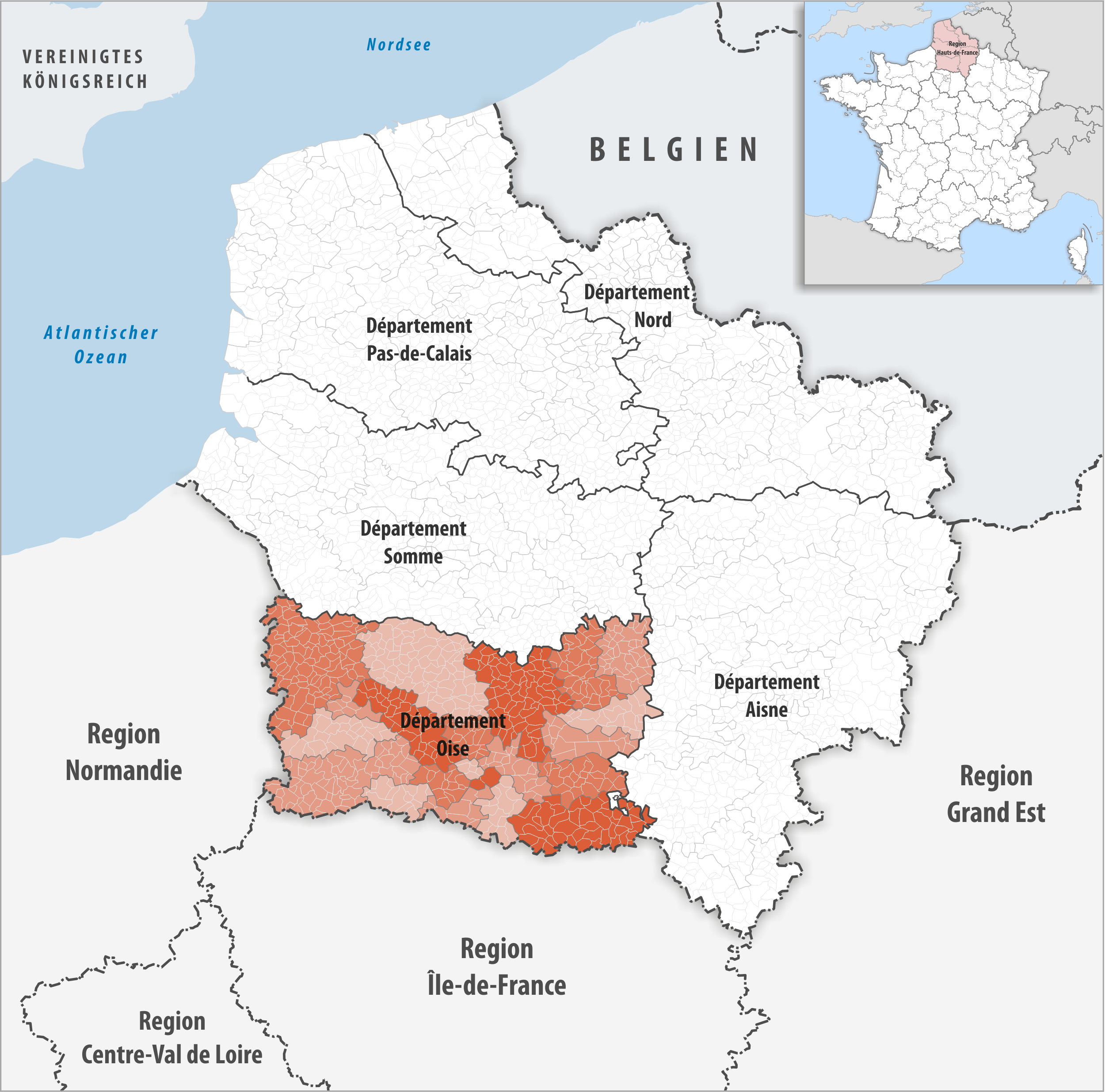
Lage des Départements Oise in der Region Hauts-de-France
Lage der Region Hauts-de-France in Frankreich

## Liste
Bestand am 30. Oktober 2022: 229
| Name deu / fra                                                                           | Gemeinde / Lage                       | Typ (Untertyp)          | Bemerkungen | Bild |
| ---------------------------------------------------------------------------------------- | ------------------------------------- | ----------------------- | --- | ---- |
| Schloss Achy Château d'Achy                                                              | Achy 49,55317° N, 1,975034° O         | Schloss                 | Ferienhäuser der Association des Petits frères des pauvres |      |
| Schloss Acy Château d'Acy                                                                | Acy-en-Multien 49,107° N, 2,952974° O | Schloss                 | |      |
| Schloss Alincourt Château d'Alincourt (Schloss Hallaincourt)                             | Parnes 49,186015° N, 1,758947° O      | Schloss                 | |      |
| Schloss Andeville Château d'Andeville                                                    | Andeville 49,258884° N, 2,1622° O     | Schloss                 | Heute das Rathaus (Mairie) |      |
| Altes Schloss Ansacq Ancien château d'Ansacq                                             | Ansacq                                | Schloss                 | Ruine |      |
| Neues Schloss Ansacq Nouveau château d'Ansacq                                            | Ansacq                                | Schloss                 | |      |
| Schloss Anserville Château d'Anserville                                                  | Anserville                            | Schloss                 | |      |
| Schloss Aramont Château d'Aramont                                                        | Verberie                              | Schloss                 | Heute das Rathaus (Mairie) |      |
| Schloss Arthus Château Arthus                                                            | Aumont-en-Halatte                     | Schloss                 | |      |
| Schloss Auchy Château d'Auchy                                                            | Villers-sur-Auchy                     | Schloss                 | |      |
| Schloss Auger Château d'Auger                                                            | Auger-Saint-Vincent                   | Schloss                 | |      |
| Schloss Auteuil Château d'Auteuil                                                        | Berneuil-en-Bray                      | Schloss                 | |      |
| Schloss Auvillers Château d'Auvillers                                                    | Neuilly-sous-Clermont                 | Schloss                 | |      |
| Schloss Bailleul-sur-Thérain Château de Bailleul-sur-Thérain                             | Bailleul-sur-Thérain                  | Schloss                 | |      |
| Schloss Bains Château de Bains                                                           | Boulogne-la-Grasse                    | Schloss                 | |      |
| Schloss Baron Château de Baron                                                           | Baron                                 | Schloss                 | |      |
| Schloss Bayser Château de Bayser (Abbaye de Royallieu)                                   | Compiègne                             | Schloss                 | Ehemalige Abtei, heute städtische Kinderkrippe |      |
| Schloss Beaufresne Château de Beaufresne                                                 | Le Mesnil-Théribus                    | Schloss                 | |      |
| Herrenhaus Beaulieu-le-Vieux Manoir de Beaulieu-le-Vieux                                 | Baron                                 | Schloss (Herrenhaus)    | Mit Zehntscheune |      |
| Schloss Beaurepaire Château de Beaurepaire                                               | Beaurepaire                           | Schloss                 | |      |
| Bischofspalast Beauvais Palais épiscopal de Beauvais                                     | Beauvais                              | Schloss (Palais)        | Heute das MUDO - Musée de l'Oise |      |
| Schloss Beauvoir Château de Beauvoir                                                     | Beauvoir                              | Schloss                 | |      |
| Schloss Béhéricourt Château de Béhéricourt                                               | Béhéricourt                           | Schloss                 | |      |
| Schloss Bellinglise Château de Bellinglise                                               | Élincourt-Sainte-Marguerite           | Schloss                 | |      |
| Schloss Berneuil Château de Berneuil                                                     | Berneuil-sur-Aisne                    | Schloss                 | |      |
| Schloss Berthecourt Château de Berthecourt                                               | Berthecourt                           | Schloss                 | |      |
| Schloss Bertichères Château de Bertichères                                               | Chaumont-en-Vexin                     | Schloss                 | Heute ein Hotel |      |
| Schloss Bertrandfosse Château de Bertrandfosse                                           | Plailly                               | Schloss                 | |      |
| Schloss Béthencourt Château de Béthencourt                                               | Bailleval                             | Schloss                 | |      |
| Schloss Betz Château de Betz                                                             | Betz                                  | Schloss                 | Eigentum der marokkanischen Königsfamilie seit 1972 |      |
| Schloss Bois-Feuillette Château de Bois-Feuillette                                       | Pontpoint                             | Schloss                 | |      |
| Schloss La Boissière Château de la Boissière                                             | Borest                                | Schloss                 | |      |
| Schloss Boissy-le-Bois Château de Boissy-le-Bois                                         | Boissy-le-Bois                        | Schloss                 | |      |
| Schloss Les Bonshommes Château des Bonshommes (Château du Francport)                     | Choisy-au-Bac                         | Schloss                 | |      |
| Schloss Bonvillers Château de Bonvillers                                                 | Bonvillers                            | Schloss                 | |      |
| Schloss Boran Château de Boran                                                           | Boran-sur-Oise                        | Schloss                 | |      |
| Schloss La Borde Château de la Borde                                                     | Sains-Morainvillers                   | Schloss                 | |      |
| Schloss La Borne-Blanche Château de la Borne-Blanche                                     | Orry-la-Ville                         | Schloss                 | |      |
| Schloss Le Boulleaume Château du Boulleaume                                              | Lierville                             | Schloss                 | |      |
| Schloss Bourneville Château de Bourneville                                               | Marolles                              | Schloss                 | |      |
| Schloss Boursonne Château de Boursonne                                                   | Boursonne                             | Schloss                 | |      |
| Schloss Boury Château de Boury                                                           | Boury-en-Vexin                        | Schloss                 | |      |
| Schloss Boutencourt Château de Boutencourt                                               | Boutencourt                           | Schloss                 | |      |
| Schloss Bresles Château de Bresles                                                       | Bresles                               | Schloss                 | Heute das Rathaus (Mairie) |      |
| Schloss La Brévière Château de La Brévière                                               | Saint-Jean-aux-Bois                   | Schloss                 | |      |
| Schloss Cappy Château de Cappy                                                           | Saint-Vaast-de-Longmont               | Schloss                 | |      |
| Schloss Carlepont Château de Carlepont                                                   | Carlepont                             | Schloss                 | |      |
| Schloss Chaalis Château de Chaalis                                                       | Fontaine-Chaalis                      | Schloss                 | Ehemalige Abtei |      |
| Schloss Chambly Château de Chambly                                                       | Chambly                               | Schloss                 | |      |
| Schloss Chantilly Château de Chantilly                                                   | Chantilly                             | Schloss                 | Das Schloss ist vor allem durch seinen Park, seine Gemälde und sein Reitgestüt berühmt. Ursprünglich im 16. Jahrhundert in sumpfigem Gelände erbaut, wurden die Gebäude im Laufe der Zeit mehrmals komplett umgestaltet. |      |
| Schloss La Chapelle-en-Serval Château de La Chapelle-en-Serval                           | La Chapelle-en-Serval                 | Schloss                 | |      |
| Schloss Civet Château Civet                                                              | Saint-Maximin                         | Schloss                 | |      |
| Burg Clermont Donjon de Clermont                                                         | Clermont                              | Burg                    | Ruine |      |
| Schloss Compiègne Palais de Compiègne                                                    | Compiègne                             | Schloss (Königsschloss) | Die weitläufige Anlage war nach Versailles und Fontainebleau die wichtigste Herrscherresidenz Frankreichs. |      |
| Schloss Corbeil-Cerf Château de Corbeil-Cerf                                             | Corbeil-Cerf                          | Schloss                 | |      |
| Schloss Courcelles-lès-Gisors Château de Courcelles-lès-Gisors                           | Courcelles-lès-Gisors                 | Schloss                 | Ruine |      |
| Schloss Coutance Château de Coutance                                                     | Neuilly-sous-Clermont                 | Schloss                 | Im 19. Jahrhundert abgerissen |      |
| Schloss Coye-la-Forêt Château de Coye-la-Forêt                                           | Coye-la-Forêt                         | Schloss                 | |      |
| Schloss Crécy Château des seigneurs de Crécy                                             | Saint-Sulpice                         | Schloss                 | |      |
| Schloss Creil Château de Creil                                                           | Creil                                 | Schloss                 | Ehemalige Burg und königliche Residenz, nur noch ein Turm vorhanden, beherbergt heute das Musée Gallé-Juillet |      |
| Burg Cressonsacq Château de Cressonsacq                                                  | Cressonsacq                           | Burg                    | Ruine |      |
| Schloss Crèvecœur Château de Crèvecœur-le-Grand                                          | Crèvecœur-le-Grand                    | Schloss                 | Heute das Rathaus (Mairie) |      |
| Schloss Cuise Château de Cuise                                                           | Cuise-la-Motte                        | Schloss                 | |      |
| Schloss Cuts Château de Cuts                                                             | Cuts                                  | Schloss                 | |      |
| Schloss Cuvilly Château de Cuvilly                                                       | Cuvilly                               | Schloss                 | |      |
| Schloss La Douye Château de la Douye                                                     | Béthisy-Saint-Pierre                  | Schloss                 | |      |
| Schloss Écuvilly Château d'Écuvilly                                                      | Écuvilly                              | Schloss                 | |      |
| Schloss L’Épine Château de l'Épine                                                       | Warluis                               | Schloss                 | |      |
| Schloss Les Érables Château des Érables                                                  | Précy-sur-Oise                        | Schloss                 | |      |
| Schloss Ercuis Château d'Ercuis                                                          | Ercuis                                | Schloss                 | 2009 von der Evangelischen Kirche von Südkorea erworben |      |
| Schloss Ermenonville Château d'Ermenonville                                              | Ermenonville                          | Schloss                 | Heute ein Hotel |      |
| Schloss Esches Château de Esches                                                         | Esches                                | Schloss                 | Heute das Rathaus (Mairie) |      |
| Schloss Esquennoy Château d'Esquennoy                                                    | Esquennoy                             | Schloss                 | |      |
| Schloss Essuiles Château d'Essuiles                                                      | Essuiles                              | Schloss                 | |      |
| Schloss Les Étournelles Château des Étournelles                                          | Breuil-le-Sec                         | Schloss                 | |      |
| Schloss Fay-les-Étangs Château de Fay-les-Étangs                                         | Fay-les-Étangs                        | Schloss                 | |      |
| Schloss Faÿ-sous-Bois Château de Faÿ-sous-Bois                                           | Saint-Félix                           | Schloss                 | |      |
| Schloss Le Fayel Château du Fayel                                                        | Le Fayel                              | Schloss                 | |      |
| Türme von Fécamp Tours de Fécamp                                                         | Pontpoint                             | Schloss (Herrenhaus)    | |      |
| Schloss Beaulieu-les-Fontaines Château féodal de Beaulieu-les-Fontaines                  | Beaulieu-les-Fontaines                | Schloss                 | Ruine |      |
| Schloss Fillerval Château de Fillerval                                                   | Thury-sous-Clermont                   | Schloss                 | Ausbildungszentrum des Institut français de gestion |      |
| Schloss Fitz-James Château de Fitz-James                                                 | Fitz-James                            | Schloss                 | |      |
| Schloss Flambermont Château de Flambermont                                               | Saint-Martin-le-Nœud                  | Schloss                 | |      |
| Schloss Fontaine Château de Fontaine                                                     | Fontaine-Chaalis                      | Schloss                 | |      |
| Schloss Les Fontaines Château des Fontaines                                              | Gouvieux                              | Schloss                 | |      |
| Burg Montreuil Château fortifié de Montreuil                                             | Montreuil-sur-Brêche                  | Burg                    | Ruine |      |
| Schloss Fosseuse Château de Fosseuse                                                     | Fosseuse                              | Schloss                 | |      |
| Schloss Fresneaux-Montchevreuil Château de Fresneaux-Montchevreuil                       | Fresneaux-Montchevreuil               | Schloss                 | |      |
| Schloss Gannes Château de Gannes                                                         | Gannes                                | Schloss                 | |      |
| Schloss La Garenne Château de la Garenne                                                 | Glaignes                              | Schloss                 | |      |
| Schloss Geresme Château de Geresme                                                       | Crépy-en-Valois                       | Schloss                 | |      |
| Schloss Gilocourt Château de Gilocourt                                                   | Gilocourt                             | Schloss                 | |      |
| Schloss La Guesdière Château de la Guesdière                                             | Saint-Leu-d’Esserent                  | Schloss                 | Heute das Rathaus (Mairie) |      |
| Schloss Hannaches Château d'Hannaches                                                    | Hannaches                             | Schloss                 | |      |
| Schloss Hémévillers Château d'Hémévillers                                                | Hémévillers                           | Schloss                 | |      |
| Schloss Hénonville Château d'Hénonville                                                  | Hénonville                            | Schloss                 | |      |
| Schloss Hondanville Château d'Hondanville                                                | Hondainville                          | Schloss                 | |      |
| Schloss La Houssoye Château de La Houssoye                                               | La Houssoye                           | Schloss                 | |      |
| Herrenhaus Huleux Manoir d'Huleux                                                        | Néry                                  | Schloss (Herrenhaus)    | |      |
| Schloss Ivors Château d'Ivors                                                            | Ivors                                 | Schloss                 | |      |
| Turm Jeanne-d’Arc Tour Jeanne-d'Arc                                                      | Compiègne                             | Burg (Turm)             | Turm einer ehemaligen mittelalterlichen Burg, vor deren Mauern Jeanne d’Arc im Jahr 1430 in der Schlacht von Compiègne gekämpft und verloren hatte                                                                       |      |
| Schloss Jonval Château de Jonval                                                         | Pierrefonds                           | Schloss                 | |      |
| Schloss Khardys Château Khardys                                                          | Montataire                            | Schloss                 | |      |
| Schloss Lamberval Château de Lamberval                                                   | Fresnoy-en-Thelle                     | Schloss                 | Gästezimmer |      |
| Schloss Lamorlaye Château de Lamorlaye                                                   | Lamorlaye                             | Schloss                 | Heute das Rathaus (Mairie) |      |
| Schloss Larbroye Château de Larbroye                                                     | Larbroye                              | Schloss                 | Ruine |      |
| Schloss Lattainville Château de Lattainville                                             | Lattainville                          | Schloss                 | |      |
| Schloss Laversine Château de Laversine (Schloss La Versine)                              | Saint-Maximin                         | Schloss                 | Heute ein berufskundliches Gymnasium |      |
| Schloss Liancourt Château de Liancourt                                                   | Liancourt                             | Schloss                 | |      |
| Schloss Lihus Château de Lihus                                                           | Lihus                                 | Schloss                 | |      |
| Schloss Longueil-Sainte-Marie Château de Longueil-Sainte-Marie                           | Longueil-Sainte-Marie                 | Schloss                 | |      |
| Schloss Lormaison Château de Lormaison                                                   | Lormaison                             | Schloss                 | Heute das Rathaus (Mairie) |      |
| Burg La Mabonnerie Château de la Mabonnerie                                              | Verberie                              | Burg                    | |      |
| Schloss Maignelay Château de Maignelay                                                   | Maignelay-Montigny                    | Schloss                 | In schlechtem Zustand |      |
| Schloss Le Maréchal de Boufflers Château du maréchal de Boufflers                        | Crillon                               | Schloss                 | |      |
| Schloss Marivaux Château de Marivaux                                                     | Saint-Crépin-Ibouvillers              | Schloss                 | |      |
| Schloss La Marquise Conflans d’Armentières Château de la marquise Conflans d'Armentières | Songeons                              | Schloss                 | |      |
| Schloss Mello Châteaux de Mello                                                          | Mello (Oise)                          | Schloss                 | |      |
| Schloss Le Ménillet Château du Ménillet                                                  | Bornel                                | Schloss                 | |      |
| Schloss Mennechet Château Mennechet                                                      | Chiry-Ourscamp                        | Schloss                 | Ruine |      |
| Schloss Mercastel Château de Mercastel                                                   | Villers-Vermont                       | Schloss                 | |      |
| Schloss Merlemont Château de Merlemont                                                   | Warluis                               | Schloss                 | Ruine |      |
| Schloss Méru Château de Méru                                                             | Méru                                  | Schloss                 | Ruine |      |
| Schloss Le Meux Château du Meux                                                          | Le Meux                               | Schloss                 | |      |
| Schloss Moliens Château de Moliens                                                       | Moliens                               | Schloss                 | |      |
| Schloss Monceaux Château de Monceaux                                                     | Saint-Omer-en-Chaussée                | Schloss                 | |      |
| Schloss Monchy-Saint-Éloi Château de Monchy-Saint-Éloi                                   | Monchy-Saint-Éloi                     | Schloss                 | |      |
| Schloss Le Mont Cornon Château du Mont Cornon                                            | Trumilly                              | Schloss                 | |      |
| Schloss Mont-l’Évêque Château de Mont-l'Évêque                                           | Mont-l’Évêque                         | Schloss                 | |      |
| Schloss Le Mont-Renaud Château du Mont-Renaud                                            | Passel                                | Schloss                 | |      |
| Schloss Mont-Royal Château Mont-Royal                                                    | La Chapelle-en-Serval                 | Schloss                 | Heute ein Hotel |      |
| Schloss Montataire Château de Montataire                                                 | Montataire                            | Schloss                 | |      |
| Schloss Montchevreuil Château de Montchevreuil                                           | Fresneaux-Montchevreuil               | Schloss                 | |      |
| Burg Montépilloy Château de Montépilloy                                                  | Montépilloy                           | Burg                    | Ruine |      |
| Schloss Montherlant Château de Montherlant                                               | Montherlant                           | Schloss                 | |      |
| Burg Montmélian Tour carrée de Montmélian                                                | Mortefontaine                         | Burg                    | Ruine |      |
| Schloss Montvillargenne Château de Montvillargenne                                       | Gouvieux                              | Schloss                 | Heute ein Hotel |      |
| Schloss Morainval Château de Morainval                                                   | Heilles                               | Schloss                 | |      |
| Schloss Mortefontaine Château de Mortefontaine                                           | Mortefontaine                         | Schloss                 | |      |
| Schloss La Mothe Château de la Mothe                                                     | Béthisy-Saint-Martin                  | Schloss                 | |      |
| Schloss Mouchy-le-Châtel Château de Mouchy-le-Châtel                                     | Mouchy-le-Châtel                      | Schloss                 | |      |
| Schloss Nampcel Château de Nampcel                                                       | Nampcel                               | Schloss                 | |      |
| Schloss Nanteuil Château de Nanteuil                                                     | Nanteuil-le-Haudouin                  | Schloss                 | 1794 abgerissen |      |
| Schloss Neuville-Bosc Château de Neuville-Bosc                                           | Neuville-Bosc                         | Schloss                 | |      |
| Schloss Nivillers Château de Nivillers                                                   | Nivillers                             | Schloss                 | Heute ein Bildungs- und Sozialzentrum |      |
| Schloss Nointel Château de Nointel                                                       | Nointel                               | Schloss                 | |      |
| Bischofspalast Noyon Palais épiscopal de Noyon                                           | Noyon                                 | Schloss (Palais)        | Heute das Stadtmuseum |      |
| Schloss Offémont Château d'Offemont                                                      | Saint-Crépin-aux-Bois                 | Schloss                 | |      |
| Schloss Ognon Château d'Ognon                                                            | Ognon                                 | Schloss                 | 1957 nach einem Brand abgerissen |      |
| Schloss Orrouy Château d'Orrouy                                                          | Orrouy                                | Schloss                 | |      |
| Schloss L’Ortois Château de l'Ortois                                                     | Jaulzy                                | Schloss                 | |      |
| Schloss Pierrefonds Château de Pierrefonds                                               | Pierrefonds                           | Schloss                 | Diente König Ludwig II. als Vorbild für Schloss Neuschwanstein |      |
| Schloss Plainval Château de Plainval                                                     | Plainval                              | Schloss                 | |      |
| Schloss Le Plessis-Brion Château du Plessis-Brion                                        | Le Plessis-Brion                      | Schloss                 | |      |
| Schloss Le Plessis-Chamant Château du Plessis-Chamant                                    | Chamant                               | Schloss                 | 1960 abgerissen |      |
| Schloss Plessis-de-Roye Château de Plessis-de-Roye                                       | Plessis-de-Roye                       | Schloss                 | Ruine, im Ersten Weltkrieg zerstört |      |
| Schloss Le Ply Château du Ply                                                            | Thérines                              | Schloss                 | |      |
| Schloss Ponchon Château de Ponchon                                                       | Ponchon                               | Schloss                 | |      |
| Schloss Pondron Château de Pondron                                                       | Fresnoy-la-Rivière                    | Schloss                 | |      |
| Schloss Pontarmé Château de Pontarmé                                                     | Pontarmé                              | Schloss                 | |      |
| Schloss Pontavesne Château de Pontavesne                                                 | Montherlant                           | Schloss                 | Ruine |      |
| Schloss Pouilly Château de Pouilly                                                       | Pouilly                               | Schloss                 | |      |
| Schloss Prat Château Prat                                                                | Lacroix-Saint-Ouen                    | Schloss                 | |      |
| Schloss Précy-sur-Oise Château de Précy-sur-Oise                                         | Précy-sur-Oise                        | Schloss                 | |      |
| Schloss Primet Château Primet                                                            | Pont-Sainte-Maxence                   | Schloss                 | |      |
| Schloss Pronleroy Château de Pronleroy                                                   | Pronleroy                             | Schloss                 | |      |
| Schloss Puiseux-le-Hauberger Château de Puiseux-le-Hauberger                             | Puiseux-le-Hauberger                  | Schloss                 | |      |
| Schloss Raray Château de Raray                                                           | Raray                                 | Schloss                 | Heute ein Golf-Resort |      |
| Schloss Ravenel Château de Ravenel                                                       | Ravenel                               | Schloss                 | |      |
| Schloss Reilly Château de Reilly                                                         | Reilly                                | Schloss                 | |      |
| Schloss La Reine Blanche Château de la Reine Blanche                                     | Coye-la-Forêt                         | Schloss                 | |      |
| Schloss Ribécourt-Dreslincourt Château de Ribécourt-Dreslincourt                         | Ribécourt-Dreslincourt                | Schloss                 | |      |
| Schloss Rieux Château de Rieux                                                           | Rieux                                 | Schloss                 | |      |
| Schloss Rivecourt Château de Rivecourt                                                   | Rivecourt                             | Schloss                 | |      |
| Schloss Roberval Château de Roberval                                                     | Roberval                              | Schloss                 | |      |
| Schloss La Rochefoucauld Château de la Rochefoucauld                                     | Liancourt                             | Schloss                 | |      |
| Schloss Le Roi Jean Château du Roi Jean                                                  | Béthisy-Saint-Pierre                  | Schloss                 | |      |
| Schloss Saint-Aubin Château Saint-Aubin                                                  | Crépy-en-Valois                       | Schloss                 | Museum für Bogenschießen und des Valois |      |
| Schloss Saint-Corneille Château de Saint-Corneille                                       | Verberie                              | Schloss                 | |      |
| Schloss Saint-Cyr Château de Saint-Cyr                                                   | Lavilletertre                         | Schloss                 | |      |
| Schloss Saint-Firmin Château Saint-Firmin                                                | Vineuil-Saint-Firmin                  | Schloss                 | Ist Teil des Chantilly-Anwesens |      |
| Herrenhaus Saint-Germain Manoir Saint-Germain                                            | Verberie                              | Schloss (Herrenhaus)    | |      |
| Schloss Saint-Just Château de Saint-Just                                                 | Belle-Église                          | Schloss                 | Heute ein Hotel |      |
| Schloss Saint-Remy-en-l’Eau Château de Saint-Remy-en-l'Eau                               | Saint-Remy-en-l’Eau                   | Schloss                 | |      |
| Schloss Saint-Sauveur Château de Saint-Sauveur                                           | Esquennoy                             | Schloss                 | |      |
| Schloss Sainte-Claire Château de Sainte-Claire                                           | Berneuil-sur-Aisne                    | Schloss                 | |      |
| Schloss Saintines Château de Saintines                                                   | Saintines                             | Schloss                 | |      |
| Schloss Sandricourt Château de Sandricourt                                               | Amblainville                          | Schloss                 | |      |
| Schloss Sarcus Château de Sarcus                                                         | Nogent-sur-Oise                       | Schloss                 | Ruine |      |
| Schloss Sarcus Château de Sarcus                                                         | Pouilly                               | Schloss                 | Ruine |      |
| Schloss Sarcus Château de Sarcus                                                         | Sarcus                                | Schloss                 | |      |
| Schloss Séchelles Château de Séchelles                                                   | Cuvilly                               | Schloss                 | |      |
| Schloss Senlis Château royal de Senlis                                                   | Senlis                                | Schloss                 | Königliches Schloss und Priorat, heute Ruine |      |
| Schloss Serans Château de Serans                                                         | Serans                                | Schloss                 | |      |
| Schloss Sérifontaine Château de Sérifontaine                                             | Sérifontaine                          | Schloss                 | |      |
| Schloss Sorel Château de Sorel                                                           | Orvillers-Sorel                       | Schloss                 | |      |
| Schloss Le Soupiseau Château du Soupiseau                                                | Saint-Sauveur                         | Schloss                 | |      |
| Schloss Sous-Rivière Château de Sous-Rivière                                             | Cramoisy                              | Schloss                 | |      |
| Schloss La Tache Château de la Tache (Château de Cannettecourt)                          | Breuil-le-Vert                        | Schloss                 | |      |
| Schloss Tartigny Château de Tartigny                                                     | Tartigny                              | Schloss                 | |      |
| Schloss Théribus Château de Théribus                                                     | Jouy-sous-Thelle                      | Schloss                 | |      |
| Schloss Thiers-sur-Thève Château de Thiers-sur-Thève                                     | Thiers-sur-Thève                      | Schloss                 | Ruine |      |
| Schloss Le Tillet Château du Tillet                                                      | Cires-lès-Mello                       | Schloss                 | |      |
| Schloss La Tour Château de la Tour                                                       | Gouvieux                              | Schloss                 | Heute ein Hotel mit der Imitation eines mittelalterlichen Turmes neben dem Eingang (Bild) |      |
| Schloss Tourly Château de Tourly                                                         | Tourly                                | Schloss                 | |      |
| Schloss Tracy-le-Val Château de Tracy-le-Val                                             | Tracy-le-Val                          | Schloss                 | |      |
| Schloss Trie Château de Trie                                                             | Trie-Château                          | Schloss                 | Heute das Rathaus (Mairie) |      |
| Schloss Troissereux Château de Troissereux                                               | Troissereux                           | Schloss                 | |      |
| Schloss Troussencourt Château de Troussencourt                                           | Troussencourt                         | Schloss                 | |      |
| Schloss Troussures Château de Troussures                                                 | Troussures                            | Schloss                 | |      |
| Schloss La Trye Château de La Trye                                                       | Hermes                                | Schloss                 | |      |
| Schloss Le Val-Profond Château du Val-Profond                                            | Avilly-Saint-Léonard                  | Schloss                 | |      |
| Schloss Valgenceuse Château de Valgenceuse                                               | Senlis                                | Schloss                 | |      |
| Schloss Le Vallalet Château du Vallalet                                                  | Fouilloy                              | Schloss                 | |      |
| Schloss Vallière Château de Vallière                                                     | Mortefontaine                         | Schloss                 | |      |
| Schloss Vaudancourt Château de Vaudancourt                                               | Vaudancourt                           | Schloss                 | |      |
| Schloss Le Vaumain Château du Vaumain                                                    | Le Vaumain                            | Schloss                 | |      |
| Schloss Vaux Château de Vaux                                                             | Cambronne-lès-Clermont                | Schloss                 | |      |
| Schloss Venette Château de Venette                                                       | Venette                               | Schloss                 | |      |
| Schloss Verderonne Château de Verderonne                                                 | Verderonne                            | Schloss                 | Gästezimmer |      |
| Schloss Verneuil-en-Halatte Château de Verneuil-en-Halatte                               | Verneuil-en-Halatte                   | Schloss                 | Ruine |      |
| Schloss Versigny Château de Versigny                                                     | Versigny                              | Schloss                 | |      |
| Burg Vez Donjon de Vez                                                                   | Vez                                   | Burg                    | |      |
| Schloss Ville Château de Ville                                                           | Ville                                 | Schloss                 | Mehrmals wiederaufgebaut |      |
| Schloss Villers-Saint-Paul Château de Villers-Saint-Paul                                 | Villers-Saint-Paul                    | Schloss                 | Obwohl es seit 1929 als Historisches Denkmal eingetragen war, wurde es 1970 abgerissen. |      |
| Schloss Villers-sous-Saint-Leu Château de Villers-sous-Saint-Leu                         | Villers-sous-Saint-Leu                | Schloss                 | Heute das Rathaus (Mairie) |      |
| Schloss Villers-sur-Thère Château de Villers-sur-Thère                                   | Allonne                               | Schloss                 | Heute ein Hotel |      |
| Schloss Villette Château de Villette                                                     | Pont-Sainte-Maxence                   | Schloss                 | |      |
| Schloss Villotran Château de Villotran                                                   | Villotran                             | Schloss                 | |      |